# Players Tour Championship 2011/2012
Players Tour Championship 2011/2012 – druga edycja cyklu 12 rankingowych turniejów, rozgrywanych od 18 czerwca 2011 roku do 18 marca 2012 roku. Turnieje rozgrywane były w Anglii (Wielka Brytania) oraz w kontynentalnej Europie.
W poprzednim sezonie turnieje rozgrywane w Europie nazywane były Euro Players Tour Championship jednak w tegorocznej edycji Światowa Federacja Snookera postanowiła ujednolicić nazwy poszczególnych turniejów cyklu PTC, które w tym sezonie rozgrywane były pod nazwą: Players Tour Championship.
Turnieje serii Players Tour Championship są otwarte dla wszystkich zawodników, zarówno profesjonalistów, jak i amatorów. Wszystkie imprezy cyklu rozgrywane były systemem pucharowym, a mecze grane były do 4 wygranych partii.
W turnieju finałowym, który rozegrany został w dniach 14–18 marca 2012 roku, wzięło udział 24 zawodników, którzy we wszystkich turniejach cyklu zarobili najwięcej pieniędzy i zagrali w przynajmniej 6 turniejach cyklu.

## Terminarz rozgrywek
Źródło:
| Data rozgrywek | Data rozgrywek | Nazwa turnieju         | Miejsce rozgrywek                 | Miasto                     | Zwycięzca         | II miejsce        | Wynik finału |
| -------------- | -------------- | ---------------------- | --------------------------------- | -------------------------- | ----------------- | ----------------- | ------------ |
| 18.06          | 22.06          | PTC – Turniej 1        | World Snooker Academy             | Sheffield                  | Ronnie O’Sullivan | Joe Perry         | 4−0          |
| 06.08          | 10.08          | PTC – Turniej 2        | South West Snooker Academy        | Gloucester                 | Judd Trump        | Ding Junhui       | 4−0          |
| 17.08          | 21.08          | PTC – Turniej 3        | World Snooker Academy             | Sheffield                  | Ben Woollaston    | Graeme Dott       | 4−2          |
| 24.08          | 28.08          | PTC – Turniej 4        | Stadthalle                        | Fürth                      | Mark Selby        | Mark Davis        | 4−0          |
| 23.09          | 25.09          | PTC – Turniej 5        | World Snooker Academy             | Sheffield                  | Andrew Higginson  | John Higgins      | 4−1          |
| 30.09          | 02.10          | PTC – Turniej 6        | Arena Ursynów                     | Warszawa                   | Neil Robertson    | Ricky Walden      | 4−1          |
| 07.10          | 09.10          | PTC – Turniej 7        | South West Snooker Academy        | Gloucester                 | Ronnie O’Sullivan | Matthew Stevens   | 4−2          |
| 14.10          | 16.10          | PTC – Turniej 8        | Killarney Convention Centre       | Killarney                  | Neil Robertson    | Judd Trump        | 4−1          |
| 11.11          | 13.11          | PTC – Turniej 9        | Lotto Arena                       | Antwerpia                  | Judd Trump        | Ronnie O’Sullivan | 4−3          |
| 18.11          | 20.11          | PTC – Turniej 10       | World Snooker Academy             | Sheffield                  | Michael Holt      | Dominic Dale      | 4−2          |
| 17.12          | 19.12          | PTC – Turniej 11       | English Institute of Sport        | Sheffield                  | Tom Ford          | Martin Gould      | 4−3          |
| 15.12 06.01    | 16.12 08.01    | PTC – Turniej 12       | World Snooker Academy Event Forum | Sheffield Fürstenfeldbruck | Stephen Maguire   | Joe Perry         | 4−3          |
| 14.03          | 18.03          | PTC – Turniej finałowy | Bailey Allen Hall                 | Galway                     | Stephen Lee       | Neil Robertson    | 4−0          |

## Ranking
Klasyfikacja po 12 turniejach.
| Miejsce | Zawodnik          | Zarobione pieniądze | Rozegrane turnieje |
| ------- | ----------------- | ------------------- | ------------------ |
| 1.      | Judd Trump        | 30 400              | 11                 |
| 2.      | Ronnie O’Sullivan | 29 600              | 9                  |
| 3.      | Neil Robertson    | 28 100              | 10                 |
| 4.      | Michael Holt      | 17 500              | 12                 |
| 5.      | Mark Selby        | 17 100              | 10                 |
| 6.      | Graeme Dott       | 16 700              | 11                 |
| 7.      | Andrew Higginson  | 16 700              | 12                 |
| 8.      | Stephen Maguire   | 16 200              | 11                 |
| 9.      | Ben Woollaston    | 15 500              | 12                 |
| 10.     | Martin Gould      | 14 600              | 12                 |
| 11.     | Joe Perry         | 14 300              | 12                 |
| 12.     | Tom Ford          | 14 000              | 12                 |
| 13.     | John Higgins      | 13 100              | 11                 |
| 14.     | Stephen Lee       | 11 800              | 12                 |
| 15.     | Ricky Walden      | 11 600              | 12                 |
| 16.     | Mark Davis        | 10 500              | 12                 |
| 17.     | Matthew Stevens   | 9 600               | 12                 |
| 18.     | Xiao Guodong      | 9 100               | 12                 |
| 19.     | Fergal O’Brien    | 8 000               | 12                 |
| 20.     | Dominic Dale      | 7 600               | 12                 |
| 21.     | Barry Hawkins     | 7 600               | 12                 |
| 22.     | Ding Junhui       | 7 600               | 7                  |
| 23.     | Jamie Jones       | 7 300               | 12                 |
| 24.     | Jack Lisowski     | 7 100               | 12                 |